# Lijst van Disneypersonages
Onderstaande lijst is een (incompleet) overzicht van de Disneyfiguren.

## A
- Meneer Aardappelhoofd (speelgoed van Andy uit Toy Story)
- Mevrouw Aardappelhoofd (vrouw van Meneer Aardappelhoofd uit Toy Story)
- Abigail (een van de ganzen uit De Aristokatten)
- Absolem (de rups uit Alice in Wonderland)
- Abu (aapje en beste vriend van Aladdin uit de gelijknamige film)
- Sjeik Achmed Ofsonder (zakenrelatie van Dagobert Duck)
- Prins Adam (beest uit Belle en het Beest)
- Madame Adelaide Bonfamille (barones uit De Aristokatten)
- Addison (Cheerleader uit ZOMBIES)
- Adella (zusje van Ariël uit De kleine zeemeermin)
- tante Agatha Mouse (tante van Mickey Mouse)
- Aladdin (prins uit Aladdin, Aladdin en de Dievenkoning en De Wraak van Jafar)
- Alana (zusje van Ariël uit De kleine zeemeermin)
- Alice (hoofdpersonage uit Alice in Wonderland)
- Alice (hoofdpersonage uit de Alice Cartoons)
- Am (een van de siamezen uit Lady en de Vagebond)
- Prinses Amber (stiefzusje van Sofia uit Sofia het prinsesje)
- Amelia Gans (een van de ganzen uit De Aristokatten)
- Anastasia (een van de stiefzusjes uit Assepoester)
- Anders (opticien uit Duckstad)
- André (eigenaar van Andrés Avondwinkel)
- Andrina (zusje van Ariël uit De kleine zeemeermin)
- Andy (eigenaar van Woody uit Toy Story)
- Angel (geliefde van Stitch uit Lilo & Stitch)
- Anita (vrouw van Roger uit de 101 Dalmatiërs)
- Anna van Arendelle (prinses uit Frozen)
- Aquata (zusje van Ariël uit De kleine zeemeermin)
- Archimedes (uil van Merlijn de Tovenaar uit Merlijn de Tovenaar)
- Archimedes Wortel (klein slim neefje van Willie Wortel)
- Arend Akelig (rivaal van Willie Wortel)
- Arie (houder van een friettent)
- Arie (kanarie van Goofy)
- Ariël (zeemeermin uit De kleine zeemeermin)
- Arista (zusje van Ariël uit De Kleine Zeemeermin)
- Arthur (hoofdpersonage uit Merlijn de Tovenaar)
- Assepoester (prinses uit Assepoester)
- Attina (zusje van Ariël uit De kleine zeemeermin)
- Audrey (technische vriendin van Milo uit Atlantis: De Verzonken Stad)
- Audrey (dochter van Aurora in Descendants)
- Aurora of Doornroosje (prinses uit Doornroosje)

## B
- Babbel (bekend uit de filmpjes en strips van Knabbel en Babbel)
- Babetje (nichtje van Katrien)
- Bagheera (zwarte panter uit Jungle Boek)
- Baloe (beer uit Jungle Boek)
- Bambi (hertje uit Bambi)
- Banzai (hyena en hulpje van Scar uit The Lion King)
- Barbie (barbie uit Toy Story)
- Barend Buizerd (buizerd uit het Duckstadse bos)
- Barstje (kopje, zoontje van Mevrouw Theepot uit Belle en het Beest)
- Baymax (robot uit Big Hero 6)
- Mevrouw Beer (vrouw van Bruin Beer)
- Beest (monster uit Belle en het Beest)
- Belle (prinses uit Belle en het Beest)
- Ben Haver (inwoner van Duckstad)
- Benny (eekhoorn uit The Wild)
- Berlioz (zoontje van Duchess uit De Aristokatten)
- Bernard (muis uit De Reddertjes)
- Bertus (bloemenverkoper uit Duckstad)
- Bertus (butler van Dagobert Duck)
- Bianca (muis uit De Reddertjes)
- Blauwe Fee (fee uit Pinokkio)
- Bliksem McQueen (Raceauto uit Cars)
- Bloosje (verlegen dwerg uit Sneeuwwitje en de zeven dwergen)
- Bo Peep (vriendin van Woody in Toy Story)
- Bo Tor (vriend van Tokkie Tor)
- Bolt (hond van de gelijknamige film)
- Bomb Voyage (vaste Franse rivaal van Mr. Incredible)
- Bonnie (klein meisje uit Toy Story 3)
- Boris Boef (grootste tegenstander van Mickey Mouse)
- Botje (gele vis en beste vriend van Ariël uit De kleine zeemeermin)
- Bridget (giraf uit The Wild)
- Broer Konijn (konijn uit het Duckstadse Bos)
- Broer Pad (pad uit het Duckstadse Bos)
- Broer Wasbeer (wasbeer en winkeleigenaar uit het Duckstadse Bos)
- Bruce (vegetarische haai uit Finding Nemo)
- Bruin Beer (beer uit het Duckstadse bos)
- Bruno (hond van Assepoester)
- Bucky (cheerleader en de egoïstische neef van Addison. Personage uit ZOMBIES)
- Bullebeest (paard van Cowgirl Jessie uit Toy Story 2)
- Butch (krantenjongen uit de buurt van Mickey Mouse)
- Butch de Bulldog (hond van de buren van Mickey Mouse)
- Buurman Bertus Bolderbast (buurman van Donald Duck)
- Buzz Lightyear (vriend van Woody uit Toy Story)

## C
- Calhoun (vrouw van Fix-It Felix, Jr.)
- Carlos (de zoon van Cruella de vil uit 101 Dalmatiërs uit Descendants)
- Candace Flynn (zus van Phineas Flynn uit Phineas en Ferb)
- Prinses Candace (prinses die exact lijkt op Candace uit Phineas en Ferb)
- Celia Mae (vriendinnetje van Mike uit Monsters en co)
- Madame Char Latan (helderziende uit Duckstad)
- Charlotte La Buf (dochter van "Big Daddy" en vriendin van Tiana uit De prinses en de kikker)
- Cheshire Kat (ook wel de Kolder Kat genoemd in de tekenfilmversie van Alice in Wonderland)
- Chicita (een van de vriendinnen van Joe Carioca)
- Chick Hicks (Raceauto uit Cars)
- Chief (jachtmaatje van Frank in Frank en Frey)
- Clarabella Koe (echtgenote van Karel Paardepoot en vriendin van Katrien, Klaartje Kip, Minnie, Goofy en Mickey Mouse)
- Koningin Clarion (koningin van de Disney Fairies)
- Claude Frollo (verzorger van Quasimodo, wiens moeder hij heeft vermoord, uit The Hunchback of Notre Dame)
- Cleo (goudvis van Gepetto uit Pinokkio)
- Commissaris O'Hara (commissaris van de politie)
- Cornelis Prul (stichter van Duckstad en overgrootvader van Donald Duck)
- Cruella De Vill (slechterik uit 101 Dalmatiërs)

## D
- Dagobert Duck (steenrijke oom van Donald Duck)
- Darkwing Duck (superheld)
- Dash Parr (supersnelle zoon van Mr. Incredible en Elastigirl)
- Denahi (broer van Kenai uit Brother Bear)
- Diederik Duck (onhandige neef van Donald Duck)
- Dina (katje van Alice uit Alice in Wonderland)
- Dipper Pines (tweelingbroer van Mabel uit Gravity Falls)
- Dirk Doorzicht (glazenmaker uit Duckstad)
- Doc (leider en verstrooide dwerg uit Sneeuwwitje en de zeven dwergen)
- Dodger (hond uit Oliver & Co.)
- Dodo (Dodo is een van de oudste bewoners van Onderland. Hij draagt een bril en gebruikt een wandelstok. Hij is rustig en wijs. Uit de reallife Alice in Wonderland.)
- Dombo (olifant uit de gelijknamige film)
- Dommel (slaperige dwerg uit Sneeuwwitje en de zeven dwergen)
- Donald Duck
- Doornroosje of Aurora (prinses uit de gelijknamige film)
- Doortje Duck (zus van Dagobert Duck en vrouw van Otto van Drakenstein)
- Dorus Duck (jonge Woudloper uit DuckTales)
- Dory (vriendin van Marlin uit Finding Nemo en in 2016 de film Finding Dory)
- Drizella (een van de stiefzusjes uit Assepoester)
- Duchess (moederpoes uit De Aristokatten)
- Dug (hond uit Up)
- Dumbella Duck (tweelingzus van Donald Duck en de moeder van Kwik, Kwek en Kwak)

## E
- Ed (slaafje van Scar uit The Lion King en The Lion King III)
- Ed (restauranteigenaar uit Duckstad)
- Butler Edgar (valse butler van Madame Adelaide Bonfamille uit De Aristokatten)
- Prins Edward (prins uit Enchanted)
- Edwin Smulpers (paparazzo uit Duckstad)
- Ega Beva (buitenaards wezen uit de verhalen van Mickey Mouse)
- Elastigirl of Helen Parr (vrouw van Mr. Incredible)
- Eliza (vriendin van Zed. Personage uit ZOMBIES)
- Elonie (prinses in Taran en de Toverketel)
- Elsa van Arendelle (koningin uit Frozen)
- Emile (rat uit Ratatouille)
- Prins Eric (prins uit De kleine zeemeermin)
- Esmeralda (zigeunerin uit The Hunchback of Notre Dame en The Hunchback of Notre Dame II)
- EVE (robot uit WALL•E)
- Evert de Everzwijn (oom van Knir, Knar en Knor)
- Evie (dochter van De boze koningin uit Descendants)

## F
- Fauna (fee uit Doornroosje)
- Féline (vriendinnetje van Bambi)
- Ferb Fletcher (stiefbroer van Phineas uit Phineas en Ferb)
- Fifi (hondje van Minnie Mouse)
- Figaro (kat van Gepetto uit Pinokkio en later huisdier van Minnie Mouse)
- Fix-It Felix, Jr. (vriend van Wreck-It Ralph)
- Flip (mier uit Een luizenleven)
- Flit (kolibrie uit Pocahontas)
- Flora (fee uit Doornroosje)
- Flynn (ridder uit Rapunzel)
- Forky (vriendje van Woody en Buzz in Toy Story 4)
- Frank (hondje uit Frank en Frey en Frank en Frey 2)
- Freedo (baviaan van prins James uit Sofia het prinsesje)
- Frey (vosje uit Frank en Frey en Frank en Frey 2)
- Frou Frou (paard uit De Aristokatten)
- Frozone (superheld uit The Incredibles)
- Frutsfraai (architect uit Duckstad)

## G
- Gaston (jager die een oogje heeft op Belle uit Belle en het Beest)
- Geest (vriend van Aladdin)
- Gekke Hoedenmaker (hoedenmaker uit Alice in Wonderland)
- Geluksdubbeltje (eerstverdiende muntje en geluksmuntje van Dagobert Duck)
- George (hoofdpersonage uit George of the Jungle)
- Georgina de Zwaan (bekende persoon uit Duckstad)
- Gepetto (vader van Pinokkio uit Pinokkio)
- Gideon McDuck (familielid van Dagobert Duck)
- Giechel (vrolijke dwerg uit Sneeuwwitje en de zeven dwergen)
- Gijs Gans (knecht van Oma Duck)
- Prinses Giselle (hoofdpersonage uit Enchanted)
- Gitta Gans (aanbidder van Dagobert Duck)
- Goofy (beste vriend van Mickey Mouse)
- Goudzoeker (goudzoekerspop uit Toy Story 2)
- Govert Goudglans (rivaal en tegenspeler van Dagobert Duck, op een na rijkste eend ter wereld)
- Grootmoeder Wilg (wijze boom uit Pocahontas)
- Griezel (slaafje van Ursula uit De kleine zeemeermin)
- Grimbert (bediende van prins Eric uit De kleine zeemeermin)
- Grumpie (ontevreden dwerg uit Sneeuwwitje en de zeven dwergen)
- Gruwel (slaafje van Ursula uit De kleine zeemeermin)
- Guido (vorkheftruck van Cars)
- Guus Geluk (neef van Donald Duck die altijd geluk heeft)

## H
- Hades (god van de onderwereld uit Hercules)
- Hamm (spaarvarken uit Toy Story)
- Prins Hans (prins uit Frozen)
- Hartenboer uit real life Alice in Wonderland (zijn echte naam is  Ilosovic Stayne, en hij is de aanvoerder van het leger van de Rode Koningin. Hij is heel erg lang, heeft een gezicht vol littekens en een hartvormig ooglapje over zijn linkeroog.)
- Hartenkoning (echtgenoot van de koningin uit de Disneyfilm Alice in Wonderland)
- Hartenvrouw of Hartenkoningin (personage uit de hiervoor genoemde film)
- Heihei (haan uit Vaiana)
- Dr. Heinz Doofenshmirtz (gestoorde professor uit Phineas en Ferb)
- Henk Hoen (kalkoenfokker uit Duckstad)
- Hen-Wen (helderziend varkentje uit Taran en de Toverketel)
- Hercules (sterke halfgod uit Hercules)
- Hiawatha (kleine indianenheld)
- Hiro (big Hero 6)
- Holley Shiftwell (Auto van Cars 2)
- Hopman Breedborst (hopman van de Jonge Woudlopers)
- Horace (een van de dieven uit de 101 Dalmatiërs)
- Hortensia Duck (zus van Dagobert Duck en moeder van Donald Duck)
- Hortensia Heks (vriendin van Madam Mikmak)
- Hugo (waterspuwer uit The Hunchback of Notre Dame en The Hunchback of Notre Dame II)

## I
- Iago (papegaai uit Aladdin)
- Iejoor (ezel uit Winnie de Poeh)
- Mr. Incredible (superheld uit The Incredibles)
- Indiana Goofy (achterneef van Goofy)
- Iracebeth (de harten koningin uit de reallifeversie van Alice in Wonderland)
- Isabella Garcia-Shapiro (vriendinnetje van Phineas en Ferb uit Phineas en Ferb)

## J
- J. Schraap (financieel adviseur uit Duckstad)
- J. Smit (buurtbewoner van Donald Duck)
- Jabberwocky (ook wel het Larieloeder genoemd, het draakachtige monster dat Alice, uit Alice in Wonderland, moet verslaan om de slechte harten koningin van de troon te kunnen stoten)
- Jack Sparrow (piraat uit Pirates of the Caribbean)
- Jafar (schurk uit Aladdin)
- Jake (hoofdpersonage uit Jake en de Nooitgedachtland piraten)
- Prins James (stiefbroertje van prinses Sofia uit Sofia het prinsesje)
- Jan (een van de broertjes van Wendy uit Peter Pan)
- Prins Jan (prins uit Robin Hood)
- Jane (dochter van Wendy uit Terug naar Nooitgedachtland)
- Jane Porter (grote liefde van Tarzan uit de gelijknamige film)
- Jansen (oude baas van Donald Duck)
- Mevrouw Jansen (buurtbewoonster van Donald Duck)
- Jantje Fatsoen (slechterik uit Pinokkio)
- Jantje Lampenpit (vriend van Pinokkio op pleziereiland)
- Japie Krekel (geweten van Pinokkio, komt ook voor in Vrij en Vrolijk als verteller)
- Prinses Jasmine (prinses uit Aladdin)
- Jay (zoon van Jafar uit Descendants)
- Jessie (cowgirl uit Toy Story 2)
- Joe Carioca (zwerver uit Rio de Janeiro)
- John Smith (westerling uit Pocahontas)
- Jonge Woudlopers (scoutinggroep waar Kwik, Kwek en Kwak en Dorus Duck bijzitten)
- Jopie (houder van een snackbar)
- Juffrouw Eugenia (secretaresse van Dagobert Duck)
- Julius the Cat (kat uit de Alice Cartoons)
- Justus Bars (rechter uit Duckstad)
- Juultje (nichtje van Katrien Duck)

## K
- Kaa (slang uit Jungle Boek)
- Kala (moeder aap uit Tarzan)
- De Kampvuurmeisjes (scoutinggroep waar Isabella bij zit)
- Kanga (kangoeroe uit Winnie de Poeh)
- Kapitein Haak (rivaal van Peter Pan uit de gelijknamige film)
- Karel Krent (oude baas van Donald Duck)
- Karel Paardepoot (echtgenoot van Clarabella Koe en vriend van Goofy, Minnie en Mickey Mouse)
- Kasper (kunstenaar uit Duckstad)
- Katrien Duck (vriendin van Donald Duck)
- Ken (vriend van Barbie uit Toy Story)
- Kenai (hoofdpersonage uit Brother Bear)
- Kermit de Kikker (kikker uit De Muppets)
- Kiara (dochter van Simba in The Lion King II: Simba's trots)
- Kida Nedakh (prinses van Atlantis uit Atlantis: De Verzonken Stad)
- King (Raceauto uit Cars, regerende kampioen en wordt gesponsord door Dinoco)
- Klaartje Kip (vriendin van Clarabella Koe, Katrien Duck en Minnie Mouse)
- Klaver (konijn van prinses Sofia uit Sofia het prinsesje)
- Kleine Boze Wolf of Wolfje (zoontje van de Grote Boze Wolf)
- Kleine Jan (beste vriend van Robin Hood uit de gelijknamige film)
- Knabbel (bekend uit de verhalen van Knabbel en Babbel)
- Knappe Kitty (vrouw voor wie Dagobert Duck ooit liefde heeft gehad)
- Knar (een van de Drie Biggetjes)
- Knir (een van de Drie Biggetjes)
- Knor (een van de Drie Biggetjes)
- Knoest McDuck (ver familielid van Dagobert Duck)
- Knorretje (varkentje uit Winnie de Poeh)
- Ko (caféhouder uit Duckstad)
- Koda (jong beertje uit Brother Bear)
- Koekjes Koningin (zielig koekje en koningin van het carnaval uit The Cookie Carnival)
- Kolderkat (rare kat uit Alice in Wonderland)
- Konijn (konijn uit Winnie de Poeh)
- (Boze) Koningin (stiefmoeder van Sneeuwwitje)
- Kovu (zoontje van Scar en Zira en partner van Kiara uit The Lion King II: Simba's trots)
- Keizer Kuzco (keizer uit Keizer Kuzco)
- Kwak (neefje van Donald Duck)
- Kwek (neefje van Donald Duck)
- Kwik (neefje van Donald Duck)
- Kristoff (ijshakker en vriend van Anna uit Frozen)

## L
- Lady (hond uit Lady en de Vagebond en Lady en de Vagebond II: Rakkers Avontuur)
- Lady (paard uit Duckstad)
- Lafayette (hond uit De Aristokatten)
- Lampina (vriendinnetje van Lampje)
- Lampje (kleine helper en uitvinding van Willie Wortel)
- Larry (giraf uit The Wild)
- Laverne (waterspuwer uit The Hunchback of Notre Dame en The Hunchback of Notre Dame II)
- Lawrence Fletcher (vader van Ferb en stiefvader van Phineas en Candace)
- Lefou (hulpje van Gaston uit Belle en het Beest)
- Koning Leo Leeuw (koning van het Duckstadse Bos)
- Li Shang (generaal die Mulan opleidt uit de gelijknamige film)
- Lewis Robinson (uitvinder uit Meet the Robinsons)
- Lilo (5-jarige experimentenjager en vriendin van Stitch uit Lilo & Stitch)
- Linda Flynn (moeder van Phineas, Candace en stiefmoeder van Ferb)
- Linke Lowie (zakenman die alleen goed zaken kan doen met Gitta Gans uit de verhalen van Dagobert Duck)
- Lizzy (nichtje van Katrien Duck)
- Loebas (hond van Donald Duck)
- Lotso de Knuffelbeer (gemene beer uit Toy Story 3)
- Koning Louie (apenkoning uit Jungle Boek)
- Lucifer (kat uit Assepoester)
- Luigi (auto uit Cars)
- Lumière (kandelaar uit Belle en het Beest)

## M
- Maartse Haas (haas uit Alice in Wonderland)
- Madam Mikmak (heks uit Merlijn de Tovenaar, woont in het Duckstadse Bos, vriendin van de Zware Jongens en Hortensia Heks)
- Madame Zaza (helderziende uit Duckstad)
- Mal (dochter van Malafide uit Descendants)
- Malafide (heks uit Doornroosje)
- Malina (vriendinnetje van keizer Kuzco uit de serie The Emperor's New School)
- Manuel (vriend van Joe Carioca)
- Maria (een van de vriendinnen van Joe Carioca)
- Mary Darling (moeder van Wendy, John & Micheal uit Peter Pan)
- Jonkvrouw Marian (vrouwelijke vos uit Robin Hood)
- Marie (dochtertje van Duchess uit De Aristokatten)
- Marie Magie (feeks die alles fixt)
- Marlin (vader van Nemo uit Finding Nemo)
- Mary Poppins (uit de gelijknamige film)
- Maui (halfgod uit Vaiana)
- Maurice (vader van Belle uit Belle en het Beest)
- Max (neefje van Mickey Mouse)
- Max (hond van prins Eric uit De kleine zeemeermin)
- Max Goof (zoon van Goofy)
- Maximus (paard uit Rapunzel)
- Meeko (wasbeertje uit Pocahontas)
- Meester Warbol (meester van de klas van Kwik, Kwek en Kwak)
- Medusa (pleegmoeder van Penny uit De Reddertjes)
- Megara (meisje waar Hercules verliefd op wordt uit de gelijknamige film)
- Melody (dochter van Ariël uit De kleine zeemeermin)
- Melody Mouse (nichtjes van Minnie Mouse)
- Merlijn de Tovenaar (tovenaar uit de gelijknamige film)
- Merida (dochter van de opperstambaas uit Brave)
- Merlock (kwade tovenaar uit DuckTales the Movie: Treasure of the Lost Lamp)
- Mevrouw Baktaart (huishoudster van Dagobert Duck)
- Mevrouw de Vries (buurvrouw van Donald Duck)
- Michiel (een van de broertjes van Wendy uit Peter Pan)
- Mickey Mouse
- Midas Wolf of de Grote Boze Wolf (vader van de Kleine Boze Wolf)
- Miguel (hoofdpersonage Coco)
- Millie Mouse (nichtje van Minnie Mouse)
- Mila (uit Descendants 4)
- Milo (hoofdpersonage uit Atlantis: De Verzonken Stad)
- Minnie Mouse (vriendin van Mickey Mouse)
- Mirana (de witte koningin uit de real life versie van Alice in Wonderland, zusje van de harten koningin)
- Moe Koe (moeder van Clarabella Koe)
- Mooiweertje (fee uit Doornroosje)
- Oom Mortimer Mouse (oom van Mickey Mouse)
- Mowgli (hoofdpersonage uit Jungle Boek)
- Morgana (zus van Ursula uit De kleine zeemeermin)
- Mufasa (vader van Simba uit The Lion King)
- Mulan (hoofdpersonage uit gelijknamige film en Mulan II)
- Mushu (klein draakje en vriend van Mulan uit de gelijknamige film en Mulan II)

## N
- Nakoma (goede vriendin van Pocahontas uit de gelijknamige film)
- Nala (vriendin Simba in The Lion King)
- Nana (hond van Wendy en haar broertjes uit Peter Pan)
- Nani (zus van Lilo uit Lilo & Stitch)
- Napoleon (hond uit De Aristokatten)
- Narissa (slechte koningin uit Enchanted)
- Naveen ((kikker)prins uit De prinses en de kikker)
- Nemo (vis uit Finding Nemo)
- Neytiri (vrouw van Jake Sully uit Avatar)
- Nick (vos uit Zootropolis)
- Nicolaas Grijpstuiver (rivaal van Dagobert en Donald Duck)
- Niezel (verkouden dwerg uit Sneeuwwitje en de zeven dwergen)
- Nigel (koalabeer uit The Wild)
- Nigel (pelikaan uit Finding Nemo)
- Nita (berenmeisje uit Brother Bear 2)
- Nuka (gestoorde leeuw uit The Lion King II: Simba's trots)

## O
- Olaf (sneeuwpop uit Frozen)
- Olaf (de olifant uit Olaf olifant)
- Oliver (kat uit Oliver & Co.)
- Oma Dora Duck-Prul (oma van Donald Duck)
- O.O. Garts (oogarts uit Duckstad)
- Opaatje (opa van de Zware Jongens)
- Opperhoofd (vader van Hiawatha)
- Oswald the Lucky Rabbit (konijn uit de eerdere cartoons)
- Ortensia (vriendin van Oswald the Lucky Rabbit)
- Otto van Drakenstein (verstrooide professor en man van Doortje Duck, de zus van Dagobert Duck)

## P
- Philip (prins uit Doornroosje)
- Pa Lermo (eigenaar van een ijssalon)
- Pa Paardepoot (vader van Karel)
- Panchito Pistoles (vriend van Joe)
- Pascal, (Kameleon van Rapunzel)
- Patricia Big (vriendin van Mickey Mouse)
- Pendule (pratende klok uit Belle en het Beest)
- Penny (weesmeisje uit De Reddertjes)
- Percy Big (vriend van Mickey Mouse)
- Perdita (mamahond uit 101 Dalmatiërs)
- Perry (vogelbekdier van Phineas en Ferb)
- Peter Big (vriend van Donald Duck uit The Wise Little Hen)
- Peter Pan (hoofdpersonage uit de gelijknamige film)
- Phil (trainer van Hercules)
- Phineas Flynn (stiefbroer van Ferb uit Phineas en Ferb)
- Piet (pasfotograaf uit Duckstad)
- Pieter (muisje uit Assepoester, wonen later bij Oma Duck op de boerderij)
- Pinokkio (houten jongetje uit de gelijknamige film)
- Plotikat (in sommige verhalen handlanger van Boris Boef)
- Pluto (hond van Mickey Mouse)
- Pocahontas (hoofdpersonage uit de gelijknamige film)
- Pollo (neefje van Wolfje)
- Pongo (papahond uit 101 Dalmatiërs)
- Powhatan (vader van Pocahontas uit gelijknamige film)
- Praline (pauw van prinses Amber uit Sofia het prinsesje)
- Puk Mouse (neefje van Mickey Mouse)
- Pumbaa (zwijn uit The Lion King)
- Pua (varkentje uit Vaiana)

## Q
- Quasimodo (klokkenluider van de Notre Dame uit The Hunchback of Notre Dame en The Hunchback of Notre Dame II)

## R
- Professor Ratbout Rattatoei (slechterik uit De Speurneuzen)
- Radja (tijger uit Aladdin)
- Rafiki (wijze baviaan uit The Lion King)
- Rakker (puppy uit Lady en de Vagebond en Lady en de Vagebond II: Rakkers Avontuur)
- Ralph (hoofdpersonage uit Wreck-It Ralph)
- Rapunzel (prinses uit de gelijknamige film)
- Gouverneur Ratcliffe (schurk uit Pocahontas)
- Rein Vos (vijand van Broer Konijn)
- Remy (rat uit Ratatouille)
- Rex (dinosaurus uit Toy Story)
- Rockerduck (een van de vijanden van Dagobert Duck en ze strijden altijd over wie het meeste geld heeft)
- Robin Hood (vos uit de gelijknamige film)
- Roger (man van Anita uit 101 Dalmatiërs)
- Roodkapjes Patrouille (scoutinggroep voor meisjes waar Lizzy, Juultje en Babetje bij zitten)
- Roquefort (muis uit De Aristokatten)
- Ryan (leeuwenwelp uit The Wild)
- Rik (in een rolstoel zittend vriendje van Kwik, Kwek en Kwak)

## S
- Sally (Auto van Cars)
- Sam (een van de elanden uit Brother Bear)
- Samson (leeuw uit The Wild)
- Sarabi (moeder van Simba en vrouw van Mufasa uit The Lion King)
- Scar (oom van Simba uit The Lion King)
- Sebastiaan (krab uit De kleine zeemeermin)
- Senior Martines (paard van Panchito Pistoles)
- Sepp (baasje van Frank en Chief uit Frank en Frey)
- Shanti (vriendin van Mowgli)
- Shenzi (slaafje van Scar uit The Lion King)
- Shere Kahn (tijger uit Jungle Boek)
- Sheriff van Nottingham (sheriff uit Robin Hood)
- Si (een van de siamezen uit Lady en de Vagebond)
- Sieb Sik (vriend van Karel Paardepoot)
- Simba (leeuw in The Lion King)
- Sir Eider McDuck (ver familielid van Dagobert Duck)
- Sitka (broer van Kenai uit Brother Bear)
- Slinky (personage uit Toy Story)
- Sluw de Kater (handlanger van Jantje Fatsoen uit Pinokkio)
- Sneeuwwitje (hoofdpersonage uit Sneeuwwitje en de zeven dwergen)
- Snuffel (speurhond uit Lady en de Vagebond)
- Prinses Sofia (hoofdpersonage uit Sofia het prinsesje)
- Stacy (vriendin van Candace Flynn uit Phineas en Ferb)
- Stampertje (konijntje uit Bambi)
- Stef Wolf (broer van Midas Wolf)
- Stiefmoeder van Assepoester (uit de gelijknamige film)
- Stitch (buitenaards wezen uit Lilo & Stitch)
- Stoetel (niet-pratende, dwerg uit Sneeuwwitje en de zeven dwergen)
- Stretch (gemene achtarm uit Toy Story 3)
- Stromboli (gemene poppenspeler uit Pinokkio)
- Sultan (vader van Jasmine uit Aladdin)
- SuperDonald (alter ego van Donald Duck)
- SuperGoof (alter ego van Goofy)
- SuperKatrien (alter ego van Katrien Duck)
- Superwoef (tv-held uit 101 Dalmatiërs II: Het avontuur van Vlek in Londen)
- Sven (rendier van Kristoff uit Frozen)
- Swali Salami (helderziende uit Duckstad)

## T
- Takel (takelwagen uit Cars)
- Tanana (oude dame uit Brother Bear)
- Tantor (olifantvriend van Tarzan uit de gelijknamige film)
- Taran (hoofdpersonage uit Taran en de Toverketel)
- Tarzan (mensenkind uit de gelijknamige film)
- Teigetje (tijger uit Winnie de Poeh)
- Terk (beste vriendin van Tarzan uit de gelijknamige film)
- Thomas O'Malley (straatkat uit De Aristokatten)
- Tiana ((kikker)prinses uit De prinses en de kikker)
- Tijgerlelie (indiaan uit Peter Pan)
- Timmerman (timmerman uit Alice in Wonderland)
- Timmie Muis (muis en beste vriend van Dombo uit de gelijknamige film)
- Timon (stokstaartje uit The Lion King)
- Tina Link (rijke vrouw uit Duckstad)
- Tinkelbel of Rinkelbel (elfje uit Peter Pan)
- Tito (pittige chihuahua uit Oliver & Co.)
- Toby (schildpad uit Robin Hood)
- Tokkie Tor (tor uit Puindorp uit de verhalen van Donald Duck)
- Tom en Pieter (muizen uit Assepoester, later in veel verhalen met Oma Duck en Gijs Gans)
- Toon Schildpad (vriend van Broer Konijn in Donald Duck)
- Tonnie Tor (vriendinnetje van Tokkie Tor)
- Toulouse (zoontje van Duchess uit De Aristokatten)
- Tover Fee (fee uit Assepoester)
- Koning Triton (vader van Ariël uit De kleine zeemeermin)
- Mevrouw Tuit (theepot uit Belle en het Beest)
- Tuk (gorilla uit Tarzan)
- Turbo McKwek (helikopterpiloot uit DuckTales)
- Tweedledee (een van de tweeling uit Alice in Wonderland)
- Tweedledum (een van de tweeling uit Alice in Wonderland)
- Twinkel (vriendinnetje van Rakker in Lady en de Vagebond II: Rakkers Avontuur)

## U
- Ursula (vriendin van George uit George of the Jungle)
- Ursula (vrouw uit 101 Dalmatiërs)
- Ursula (zeeheks uit De kleine zeemeermin)

## V
- Vagebond (hond uit Lady en de Vagebond)
- Vaiana (hoofdpersoon uit gelijknamige film, bekend als Moana in het Engels)
- Vanellope von Schweetz (prinses van Sugar Rush uit Wreck-It Ralph)
- Vanessa (metamorfose van Ursula de zeeheks uit De kleine zeemeermin)
- Vetje (handlanger van Kapitein Haak uit Peter Pan)
- Burgemeester Vetjes of Varken-Burgemeester (burgemeester van Duckstad)
- Victor (verzekeraar uit Duckstad)
- Victor (waterspuwer uit The Hunchback of Notre Dame en The Hunchback of Notre Dame II)
- Vidia (elfje uit Tinker Bell)
- Violet Parr (dochter van Mr. Incredible en Elastigirl)
- Vittorio Wezel (wezel uit het Duckstadse bos)
- Vixie (vriendinnetje van Frey uit Frank en Frey)
- Vorkie (vriendje van Woody en Buzz in Toy Story 4)

## W
- Waldo (oom van Abigail en Amelia Gans uit De Aristokatten)
- WALL•E (robot uit de gelijknamige film)
- Walrus (walrus uit Alice in Wonderland)
- Wendy (meisje uit Peter Pan)
- Wheezy (pinguïn uit Toy Story)
- Wijze Rups (uit Alice in Wonderland)
- Willa (leider van de weerwolven uit ZOMBIES 2)
- Willie Wortel (verstrooide uitvinder uit Duckstad)
- Winnie de Poeh of Beer Edward (knuffelbeer uit de gelijknamige film)
- Woody (cowboypop uit Toy Story)
- Woede (Anger) personage uit Inside Out
- Wyatt (weerwolf uit ZOMBIES 2)
- Wynter (weerwolf uit ZOMBIES 2)

## X
- Xantippe (koning uit Belle en het Beest)

## Y
- Yin (konijn uit Yin Yang Yo)
- Yzma (schurk uit Keizer Kuzco)
- Yara (nieuw personage in Mickey Mouse)
- Yama (schurk uit Mickey Mouse)

## Z
- Professor Zündapp (auto van Cars 2)
- Zazoe (vogel uit The Lion King)
- Zed (Zombie uit de film ZOMBIES)
- Zeus (vader van Hercules uit de gelijknamige film)
- De zeven dwergen (zeven dwergen uit Sneeuwwitje en de zeven dwergen)
- De Zevenslaper, wiens echte naam  Mallymkun is (de muis uit Alice in Wonderland, die een goede en dappere zwaardvechter is)
- Zilverslang (zusje van Hiawatha uit Donald Duck)
- Zware Jongens (boevenclub uit de verhalen van Donald Duck)
- Zware Schoffies (neven van de Zware Jongens)
- Zwarte Magica (heks uit de verhalen van Donald Duck)
- Zwarte Schim (schurk uit de verhalen van Mickey Mouse)
- Zurg (boosaardige keizer uit Toy Story)